# La Tour d'ivoire
La Tour d'ivoire (titre original : The Ivory Tower) est un roman inachevé d'Henry James, auteur américain naturalisé britannique à la fin de sa vie, publié à titre posthume en 1917
James souhaitait traiter dans ce roman de « l'appétit féroce du gain », mais le déclenchement de la première Guerre mondiale retarda son écriture. L'auteur ne put achever que trois des dix chapitres prévus.

## Résumé
Mr. Betterman se meurt, tout comme Abel Gaw, son ancien partenaire en affaires. Les deux hommes, à couteaux tirés depuis longtemps, se réconcilient grâce à l'intervention de Rosanna Gaw, la fille d'Abel. Cette dernière convainc également Mr. Betterman d'envoyer une lettre à Graham Fielder, son neveu, pour qu'il rentre d'Europe. Graham, que l'on surnomme Gray, arrive à temps et, en dépit de leur personnalité fort différente, sujet d'irritation pour le mourant, il apprend du vieux millionnaire de Newport qu'il est son seul héritier. 
Horton Vint, un ami rencontré par Gray sur le Vieux Continent, rentre également en Amérique peu avant le décès de Mr. Betterman. Après la mort du vieil homme, à la demande de Gray, il accepte de lui venir en aide pour gérer l'immense fortune qui lui échoit. Graham Fielder est en effet peu enclin à s'occuper de ses biens, tout comme il cherche à éviter d'en savoir trop sur le passé de son oncle. 

## Sources
- Edward Wagenknecht. The Novels of Henry James, New York: Frederick Ungar Publishing Co., 1983  (ISBN 0-8044-2959-6)
- Oscar Cargill. The Novels of Henry James New York: Macmillan Co., 1961

## Autres
- Livre aperçu brièvement dans l'épisode deux de la saison 1 de la série Boardwalk Empire, qui passe sur la chaîne HBO qui porte le même nom.